# Reussové

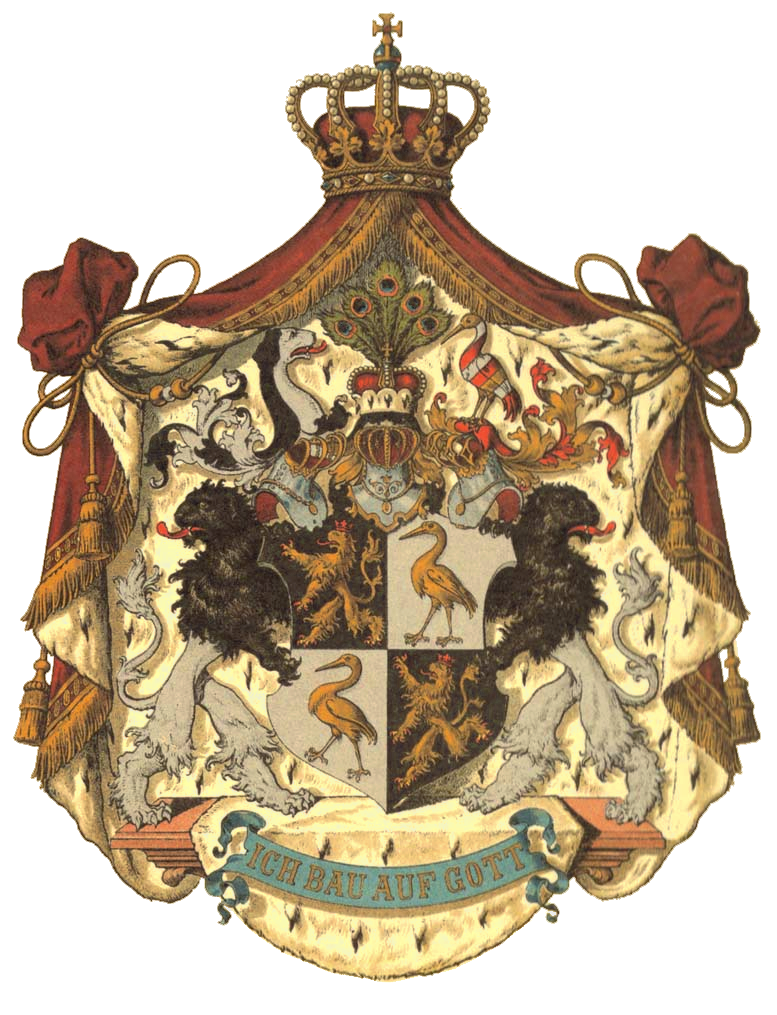
Velký znak Knížectví Reuss a zároveň velký znak rodu

Reussové (německy Haus Reuss/Reuß, Rúsové) je německý starobylý šlechtický rod, původem z Durynska.

## Historie
Za zakladatele rodu je považován hrabě Egbert I. z Weidy (†1122), hrabě z Gleisbergu. Jeho synové Egbert II. a Jindřich I. již vládli také jako hrabata z Reussu. Vnuky Jindřicha I. se rod poprvé rozdělil do jednotlivých větví: Weida (vymřela 1535), Gera (vymřela 1550), Plavno. Tyto větve (především Reuss-Gera) se dále rozdělovaly a vymíraly.

## Linie rodu
V roce 1564 uskutečnili synové hraběte Jindřicha XIII. hlavní rozdělení celého rodu. Otcovské území si rozdělili takto:
- Starší linie - území na dolním Greizu, získal Jindřich XIV. a jeho potomci
- Prostřední linie - území ma horním Greizu, získal Jindřich XV. a jeho potomci
- Mladší linie - území Reuss-Gera, získal Jindřich XVI. a jeho potomci

Když prostřední linie Reussů vymřela v roce 1616, obě zbývající linie si rozdělili její území. Jak starší (Burg, Reuss-Greiz (Reuss-Dolní Greiz, Reuss-Horní Greiz) tak mladší (Reuss-Gera, Reuss-Schleiz (Reuss mladší linie, Reuss-Schleiz-Köstritz), Reuss-Lobenstein) linie se od té doby opět několikrát rozdělily.
V roce 1778 spojil hrabě Jindřich XI. (ze starší linie Reuss-Horní Greiz) území na dolním a horním toku Greizu a vytvořil tak knížectví Reuss starší linie. Naopak v roce 1806 byla ostatní zbylá území Reussů spojena pod vládou knížete Jindřicha XLII. do knížectví Reuss mladší linie (Reuss-Schleiz).
Obě zbylá reusská knížectví vstoupila v roce 1815 do Německého spolku. Poté v roce 1866 do Severoněmeckého spolku a nakonec se stala v roce 1871 spolkovými zeměmi Německého císařství. V roce 1918 byla obě místní knížata svržena a jejich země spojeny jako republika. Ta se nakonec v roce 1920 stala součástí nové spolkové země Durynsko.
Starší linie Reussů vymřela v roce 1927 posledním knížetem Jindřichem XXIV. V ženské linii pak jeho sestrou Idou v roce 1977. Nárok přešel na mladší linii Reussů, která ale ve vládnoucí linii vymřela v roce 1945 a nárok pak přešel na (ještě) mladší linii a současnou hlavu rodu Jindřicha IV. z Kestřic. Pojmy starší a mladší linie Reussů se od vymření starší z nich v roce 1927 nepoužívají a rod je brán jako jednotný.
V reusském rodě od konce 12. století přežívá tradice, jako pocta císaři Jindřichu VI., že všichni mužští členové rodu nesou jméno Jindřich (což je unikát). Pro odlišení má každý příslušník rodu pořadové číslo udávající pořadí narození v jedné generaci.